# Faisal Sidqi Al-Yassin
Faisal Sidqi Al-Yassin (em árabe: فيصل صدقي عبد الله ياسين; Tulcarém, 1934 — Amã, 27 de maio de 2022) foi um médico palestino e pai da rainha Rania, esposa do rei Abdullah II da Jordânia e avô dos príncipes Hussein, Príncipe Herdeiro, Iman, Salma e Hashem da Jordânia.

## Biografia
Nascido na cidade palestina de Tulcarém em 1934. Ele completou seus estudos de ensino médio antes de se mudar para o Egito para estudar medicina na Universidade do Cairo e anos depois se especializar em cirurgia e pediatria na Irlanda do Norte.
Em 1961, mudou-se para o Kuwait após obter um emprego no Ministério da Saúde do país para abrir sua própria clínica logo depois como um dos primeiros médicos árabes a obter uma licença.
Depois de trinta anos exercendo a profissão, Faisal retornou à Jordânia para se aposentar e lá se estabeleceu até sua morte.

## Vida pessoal
Casou-se com Ilham Ali Ibrahim Rasikh, da família palestina Al-Rasikh, e eles tiveram filhos:
- Dina, sua filha mais velha
- Rania, esposa do rei jordiano Abdullah II
- Magdi

## Morte
Ele morreu em Amã na tarde de sexta-feira do dia 27 de maio de 2022, aos 88 anos de idade. Dia de luto oficial foi declarado na Corte Real Hachemita por um período de 7 dias. A Corte Real Hachemita lamentou-o em um comunicado.